# Río Padma (Bangladés)
Padma (en bengalí, পদ্মা, romanizado Pôdda) es el nombre que recibe en Bangladés el Ganges (en bengalí, Gôngga), que nace en el Himalaya y discurre mayormente a través de India, antes de confluir, ya en Bangladés, con el Brahmaputra y luego el Meghna, para desembocar en el golfo de Bengala. 
El río Padma entra en Bangladés desde la India, muy cerca de Chapai Nababganj. Luego encuentra al río Yamuna (en bengalí, Jomuna, [yomún]) cerca de Aricha, conservando su nombre, pero finalmente, al unirse al río Meghna cerca de Chandpur, adopta el nombre «Meghna» antes de desaguar en el golfo de Bengala.
Rajshahi, una de las ciudades principales de Bangladés, está situada en la margen norte del río Padma.

## Curso

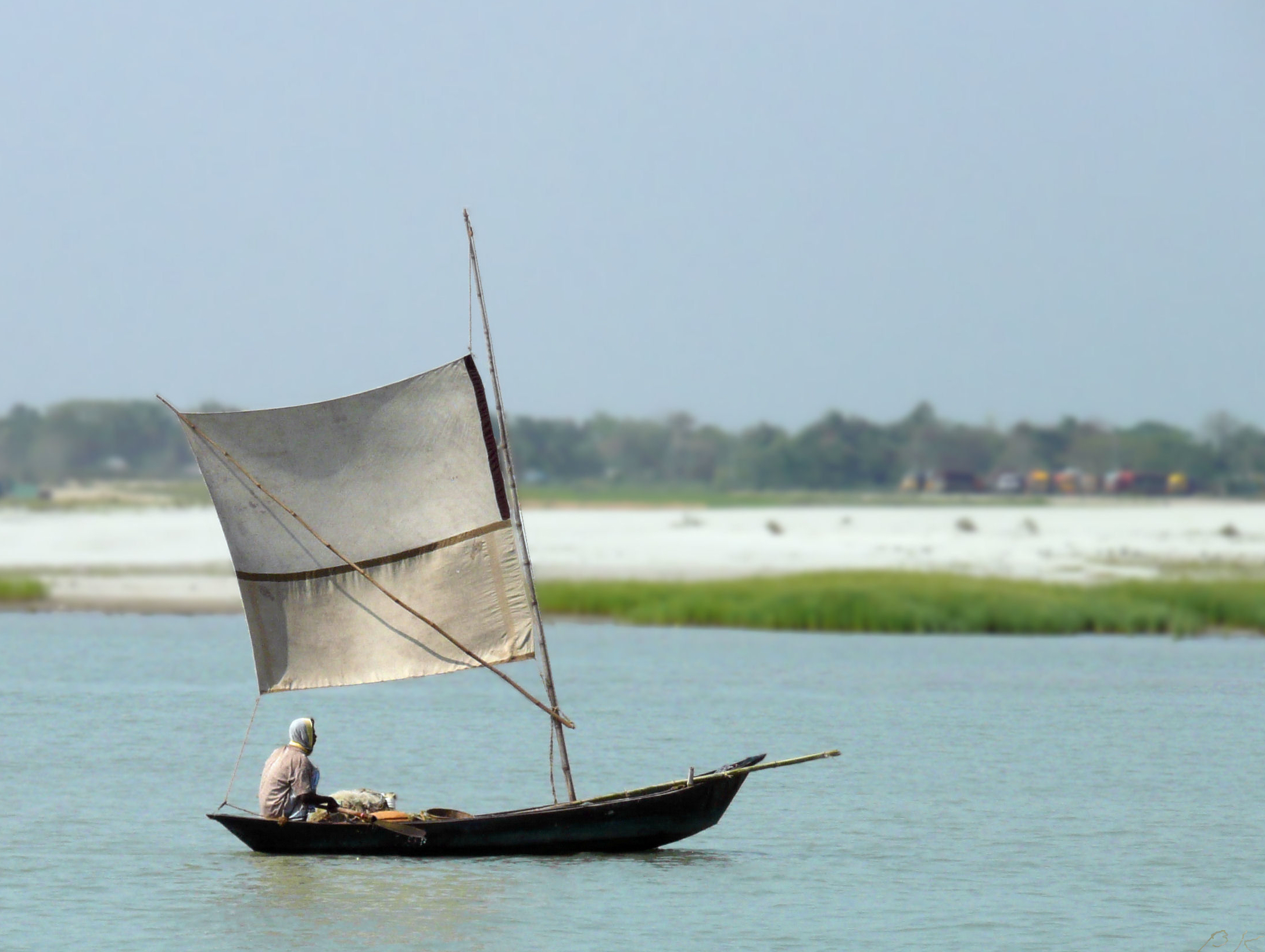
Bote en el río Padma.

Originado en el glaciar Gangotri del Himalaya, el Ganges corre hacia la bahía de Bengala través de la India, entrando en Bangladés en Shibganj, en el distrito de Chapai Nababganj. Justo al oeste de Shibganj, surge el distributario Bhagirathi —conocido desde la época de la dominación británica como río Hooglyy— y desde ese punto el efluente principal del Ganges es oficialmente conocido como Padma.
Aguas abajo, en Goalando, a 2200 km de distancia de la fuente, el Padma es acompañado por el poderoso Yamuna (el bajo río Brahmaputra) y la combinación resultante fluye con el nombre de Padma más al este, a Chandpur. Aquí, el río más ancho de Bangladés, el Meghna, se une al Padma, continuando como el Meghna casi en línea recta hacia el sur, terminando en la bahía de Bengala.

## Mitología
El río Padma es mencionado numerosas veces en la mitología hinduista. No aparece en el Rig-veda (el texto más antiguo de la India, de mediados del II milenio a. C.). Su primera aparición se encuentra en el Majabhárata (texto epicorreligioso del siglo III a. C.) y el Ramaiana.
En todos los mitos, el río se menciona como una diosa, aunque de orígenes diferentes.

## Embalsamiento
Después de la construcción de la presa de Farakka (1974-1975) en la parte en territorio indio del Ganges, en Bengala Occidental, el caudal del río Padma se ha reducido significativamente.

## Puente
Se ha propuesto en 2009 la construcción sobre el río de un puente mixto ferrocarril-carretera.